# Accident d'un B-52 à Goldsboro
L'accident d'un B-52 à Goldsboro est un accident d'aviation survenu le 24 janvier 1961. L'avion victime de l'accident transportait deux ogives thermonucléaires opérationnelles.

## Scénario de l'accident

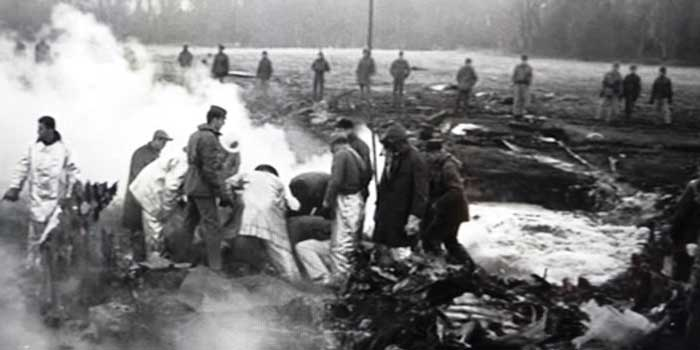
Personnel spécialisé EOD travaillant à extraire la bombe thermonucleaire Mk. 39 fumante tombée à Faro en 1961.

À la suite de la perte rapide de carburant, un avion Boeing B-52G Stratofortress emportant deux ogives thermonucléaires W39 est abandonné par son équipage et s'est écrasé près de Goldsboro dans l'État de Caroline du Nord aux États-Unis,. Livré à lui-même, l'avion s'est mis à tournoyer et s'est brisé à une altitude de 600 m. 
Une des deux bombes tombe dans un champ boueux et s'enfouit à sept mètres de profondeur.
Pendant la chute, l'autre tombe en douceur après avoir ouvert son parachute : complètement opérationnelle, elle a entamé une procédure de détonation en six étapes (certaines sources citent quatre étapes), une seule ne s'est pas exécutée car sous le contrôle direct d'un pilote,. 
Après étude, il est établi que cinq de ses six dispositifs de sécurité n'ont pas fonctionné : un simple commutateur a empêché l'explosion de cette bombe nucléaire de 2,4 mégatonnes. Une portion enfouie de l'arme contenant de l'uranium n'a pas pu être récupérée : l'armée a acquis le terrain et fait régulièrement des tests.
Trois des huit membres d'équipage sont décédés dans cet accident. En juillet 2012, l'État de Caroline du Nord a érigé un marqueur routier historique dénommé « Nuclear Mishap » (« défaillance nucléaire »), commémorant l'accident.